# Archäologisches Museum Geldersheim

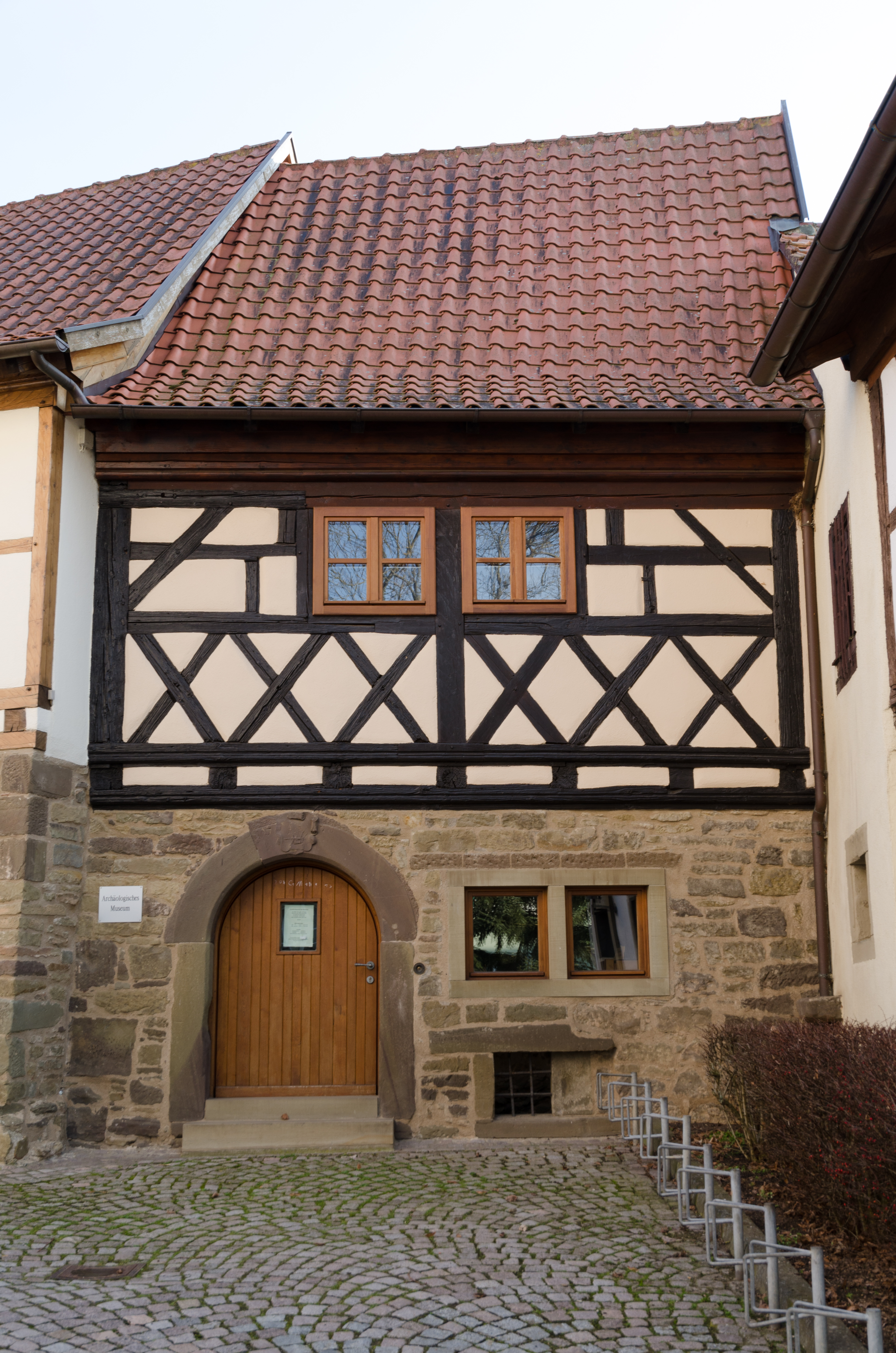
Das Archäologische Museum Geldersheim ist im rechten Haus der Gadenreihe untergebracht.

Das Archäologische Museum Geldersheim ist ein archäologisches Museum in der unterfränkischen Gemeinde Geldersheim im Landkreis Schweinfurt.

## Geschichte und Beschreibung
Das Museum wurde 2001 in einem Teil der Gaden an der Kirchenburg eingerichtet. Sein Schwerpunkt liegt auf der Darstellung der Ur- und Frühgeschichte des Geldersheimer Raumes. Die ausgestellten Funde stammen aus der Jungsteinzeit bis in das Frühmittelalter.
Anlass der Museumsgründung war eine umfangreiche Schenkung des Geldersheimer Arztes Hans Hahn, der in seiner Freizeit bei Feldbegehungen Fundstücke sammelte und durch seine enge Zusammenarbeit mit dem zuständigen Landesamt für Denkmalpflege viele Funde vor der Zerstörung durch Bauarbeiten retten konnte. Ergänzt wird die Ausstellung durch weitere Leihgaben von Sammlern aus der Region. Zu den Glanzstücken der Ausstellung gehören ein urnenfelderzeitliches Großgefäß und bronzezeitliche Sicheln.